# Aeródromo de Minas
El aeródromo de Minas o Campo Municipal de Aterrizaje de Minas (OACI: SUMI) es un aeródromo público uruguayo que sirve a la ciudad de Minas en el departamento de Lavalleja. El aeropuerto está ubicado a 2 kilómetros al norte de la ciudad.

## Información técnica
El aeródromo tiene tres pistas de aterrizaje, todas de césped. La pista de aterrizaje más larga 05/23 mide 850 metros en longitud, la segunda 13/31 mide 780 metros en longitud y la tercera 15/33 mide 650 metros en longitud. Hay un cerro bajo justo al sur de la pista de aterrizaje.
El VOR-DME de Curbelo (Ident: LDS) está localizado a 58 kilómetros al sursureste del aeródromo. El VOR-DME de Carasco (Ident: CRR) está localizado a 91 kilómetros al suroeste del aeródromo.